# Lasseube-Propre
 Lasseube-Propre  là một xã thuộc tỉnh Gers trong vùng Occitanie tây nam nước Pháp. Xã này có độ cao trung bình 230 mét trên mực nước biển.

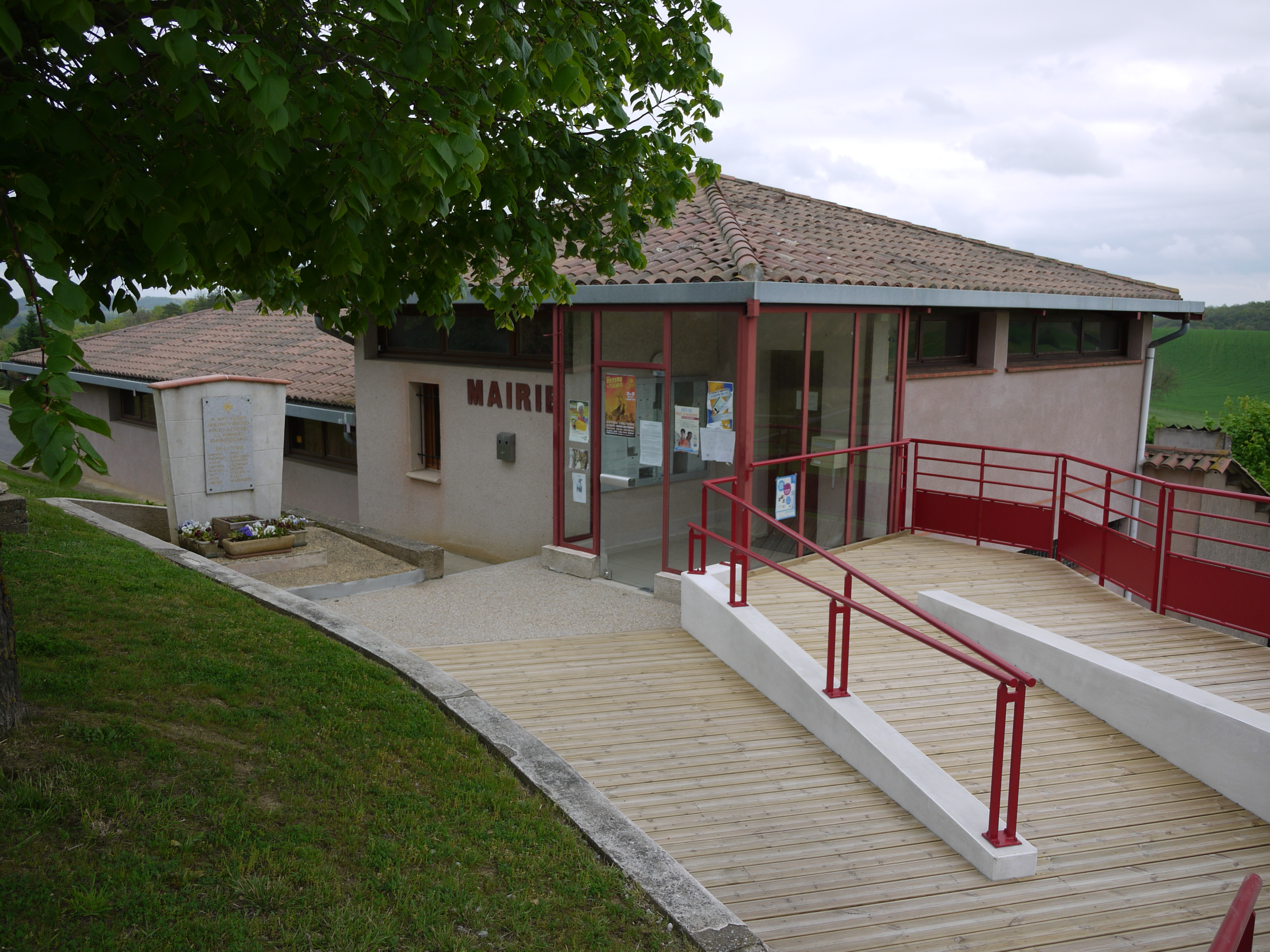
Lasseube-Propre